# Palacios (Texas)
Pour les articles homonymes, voir Palacios.
Palacios (prononcé /pəˈlæʃəs/  en anglais américain) est une ville située au sud-ouest du comté de Matagorda, au Texas, aux États-Unis,.

## Histoire
Les habitants autochtones de la région étaient les Karankawas, dont les premiers contacts avec les Européens ont eu lieu au XVIe siècle, lorsque des expéditions espagnoles ont traversé leur territoire pour la première fois. En 1685, la région est explorée par René-Robert Cavelier de La Salle, chef d'une tentative de colonisation française malheureuse dont le navire amiral La Belle fait naufrage dans la baie l'année suivante. Dans les années 1820, des colons anglophones arrivent et entrent fréquemment en conflit avec les Karankawas, qui finissent par être chassés de la région.
Une légende populaire dit que la région était nommée Tres Palacios (« Trois palais ») il y a plusieurs centaines d'années par des marins espagnols qui disent avoir vu trois palais dans la baie. Les historiens pensent que le nom vient plus probablement de José Félix Trespalacios (en), un des premiers gouverneurs mexicains du Texas. La ville était d'abord normée Trespalacios, mais a raccourci son nom parce qu'un bureau de poste voisin utilisait déjà la version longue.
L'emplacement qui deviendra Palacios est un ranch jusqu'en 1901, quand son propriétaire Abel "Shanghai" Pierce (en) mis le terrain en vente. Le terrain est racheté par une société de développement et découpé en lots, puis avec l'arrivée de la Southern Pacific Railroad et l'établissement du Texas Baptist Encampment, il s'est rapidement transformé en une station balnéaire. Les premières personnes s'installent dès 1903 et la municipalité est créée en 1909. En 1915, Palacios compte plus de 100 entreprises, un bureau de poste, une bibliothèque, un journal hebdomadaire, des églises, de nombreux hôtels, dont l'imposant Luther Hotel (en) de 1903 situé au bord de l'eau, ainsi qu'un grand pavillon de divertissement construit sur une jetée dans la baie.
En 1926, Camp Hulen (en) (à l'origine « Camp Palacios ») a été ouvert comme centre d'entraînement pour le 36e régiment d'infanterie de la Garde nationale du Texas. Par la suite, le camp est loué par le département de la Guerre des États-Unis pendant la Seconde Guerre mondiale, où il est transformé en un important centre d'entraînement antiaérien d'une capacité de 14 560 hommes. Il a également servi de centre de détention pour les prisonniers de guerre allemands. La population de Palacios a connu un important essor pendant cette période, et des stars comme Rita Hayworth et Glenn Miller sont venus visiter la ville.
Après la guerre, le Camp Hulen a été fermé et la population locale a décliné. En 1961, la ville a été frappée par l'ouragan Carla (en), qui a causé d'importants dégâts. Depuis, la population a de nouveau augmenté, avec l'installation d'immigrants vietnamiens et d'autres nouveaux arrivants venus de tous les États-Unis. En 1973, compte tenu de la vague d'observations d'OVNI dans la région et dans l'État, le maire de l'époque, W.C. "Bill" Jackson, a déclaré le 24 octobre « première journée annuelle d'envol d'OVNI » à Palacios et a demandé au président Richard Nixon de déclarer la ville « capitale interplanétaire de l'univers ». En 1991, un nouveau bâtiment est construit sur le front de mer et, en 1995, l'épave du navire français La Belle est découverte au fond de la baie. Elle a fait l'objet d'importantes fouilles archéologiques qui se sont déroulées depuis Palacios en 1996-1997. En 2009, la ville a fêté son centenaire avec des célébrations et d'autres événements.

## Géographie
Palacios est située sur la côte du Golfe entre Houston et Corpus Christi. Elle est reliée aux deux villes par la State Highway 35 (en).
Selon le bureau du recensement des États-Unis, la ville fait un total de 5,3 milles carrés (13,73 km2), dont 5,0 milles carrés (12,95 km2) de terre et 0,2 milles carrés (0,52 km2) (4,36 %) de lac. Elle est située sur les rives de la baie de Tres Palacios (en), un bras de la baie de Matagorda.
La région de Palacios est connue des observateurs d'oiseaux pour sa biodiversité. Depuis 1997, dans le cadre du comptage des oiseaux à Noël de la National Audubon Society, Palacios et ses environs ont toujours rapporté plus d'espèces d'oiseaux que n'importe où aux États-Unis. Le 19 décembre 2005, un nombre record de 250 espèces ont été observées.

### Climat
Palacios a un climat subtropical humide.
| Mois                              | jan. | fév. | mars | avril | mai  | juin | jui. | août | sep. | oct. | nov. | déc. | année |
| --------------------------------- | ---- | ---- | ---- | ----- | ---- | ---- | ---- | ---- | ---- | ---- | ---- | ---- | ----- |
| Température minimale moyenne (°C) | −1,2 | 0,9  | 2,3  | 7,2   | 13,7 | 20   | 22,2 | 21,8 | 15,4 | 7,6  | 2,1  | −0,4 | −2,7  |
| Température moyenne (°C)          | 13,1 | 15,2 | 18,3 | 21,9  | 25,6 | 28,7 | 29,7 | 29,8 | 27,5 | 23,3 | 18,1 | 14,4 | 22,1  |
| Température maximale moyenne (°C) | 24,9 | 26   | 27,9 | 30,4  | 32,1 | 34,4 | 34,8 | 35,9 | 34,9 | 32,4 | 28,7 | 26,2 | 36,7  |
| Précipitations (mm)               | 83   | 48   | 69   | 68    | 98   | 116  | 93   | 99   | 149  | 110  | 86   | 76   | 1 094 |

## Voies de communication et transports
La ville est desservie par la State Highway 35 (en) et l'aéroport municipal de Palacios (en). Le canal de Palacios relie le port de Palacios à la voie navigable intracoastale du Golfe.
Greyhound Lines propose un service de bus direct entre Palacios et Houston, Corpus Christi et la vallée du Rio Grande (en).

## Politique et administration
La ville de Palacios a un gouvernement à gérance municipale. Depuis novembre 2022, le maire est Jim Gardner. L'ancien maire était Linh Chau, le premier maire d'origine vietnamienne du Texas.

## Population et société

### Démographie
Lors du recensement de 2020, la ville comptait une population de 4 395 habitants, 1 524 ménages et 1 038 familles résident dans la ville.
Palacios compte un grand nombre d'américains d'origine asiatique, car elle abrite une importante communauté d'immigrés vietnamiens et leurs familles.
En 2000, sur les 1 661 ménages, 44,7 % avaient des enfants de moins de 18 ans vivant avec eux, 55,4 % étaient des couples mariés vivant ensemble, 13,4 % avaient une femme chef de ménage sans mari, et 25,1 % n'étaient pas des familles. Environ 22,0 % de tous les ménages étaient composés de personnes seules, et 10,2 % d'entre eux avaient une personne vivant seule et âgée de 65 ans ou plus. La taille moyenne des ménages était de 3,08 et celle des familles de 3,64.
La population se répartissait comme ainsi : 35 % de moins de 18 ans, 9 % de 18 à 24 ans, 26 % de 25 à 44 ans, 19 % de 45 à 64 ans et 11 % de 65 ans ou plus. L'âge médian était de 30 ans. Pour 100 femmes, il y avait 100,9 hommes. Pour 100 femmes âgées de 18 ans et plus, il y avait 95,7 hommes.
Le revenu médian d'un ménage de la ville était de 27 623 $ et celui d'une famille de 35 518 $. Les hommes avaient un revenu médian de 27 483 $ contre 21 875 $ pour les femmes. Le revenu par habitant de la ville était de 13 107 $. Environ 20 % des familles et 24 % de la population se situaient sous le seuil de pauvreté, dont 29 % des moins de 18 ans et 14 % des 65 ans et plus.

### Enseignement
Palacios et ses environs sont géré par la Palacios Independent School District. Cette commission scolaire comprend Central Elementary, East Side Elementary, Palacios Junior High School et Palacios High School.
La commission est administrée par le Wharton County Junior College.

### Médias
Palacios est le siège du Palacios Beacon, un journal hebdomadaire créé en 1907.

## Économie
Abritant environ 400 bateau, Palacios est le troisième plus grand port de pêche à la crevette du golfe du Texas, et ses autoproclamé « la capitale de la crevette au Texas ». Les secteurs d'activité principaux sont les services éducatifs, l'agriculture et la pêche, ainsi que la construction. La région est également un centre majeur de production d'énergie. Le comté se positionne comme un « cluster énergétique » pour la production d'énergie conventionnelle et « verte », avec plus de 3 milliards de dollars de nouvelles constructions en cours d'autorisation depuis 2011. Le tourisme local est basé sur la pêche, la navigation de plaisance, l'observation ornithologique et l'écotourisme.

## Culture locale et patrimoine

### Personnalités liées à la ville
- Daniel E. Flores (en), évêque de Brownsville, plus jeune évêque catholique des États-Unis au moment de sa nomination[21].

- William L. Jungers (en), anthropologue, connu pour ses travaux sur sur la biomécanique de la locomotion bipède chez les hominidés comme Lucy[22].
- Priscilla Richman (en), juge à la cour d'appel des États-Unis de la cinquième circonscription[23].
- Monty Stratton (en), lanceur jouant dans la Major League Baseball dans les années 1930.

### Source de la traduction
- (en) Cet article est partiellement ou en totalité issu de l’article de Wikipédia en anglais intitulé « Palacios, Texas » (voir la liste des auteurs).